# Sympetrum meridionale
Sympetrum meridionale  (Selys, 1841) je vrsta iz familije Libellulilade. Srpski naziv ove vrste je Obični poljski konjic.

## Opis vrste
Trbuh mužjaka je narandžast, dok su grudi svetlije, skoro žute. Na grudima postoje dve tanke, crne linije između kojih se nalazi crna tačka. Kod slične vrste Sympetrum vulgatum na ovom mestu se nalazi kraća linija. Trbuh ženke je oker do žut sa istim rasporedom crnih linija na grudima kao kod mužjaka. Oči oba pola su braon, a crna linija između očiju i lica je tanka i kratka tako da ne liči na brkove kao kod S. vulgatum. Noge oba pola su žute sa crnom, uzdužnom linijom. Krila su providna sa krupnom, narandžastom pterostigmom.

## Stanište
Naseljava razne tipove plitkih, dobro obraslih, stajaćih voda (vodenom i obalnom vegetacijom). Prisutna je i na staništima koja sezonski presušuju
Sympetrum meridionale

## Životni ciklus
Parenje ove vrste se odvija u letu. Ženke polažu jaja u stajaću vodu i iz njih se izležu larve koje se razvijaju dve do tri godine. Nakon potpunog razvića larvi one izlaze iz vode i izležu se odrsle jedinke. Egzuvije ostavljaju na obalnim biljkama.

## Sezona letenja
Sezona letenja traje od maja do oktobra.

## Literatura
- Dijkstra, Klaas-Douwe B. (2006). Field Guide to the Dragonflies of Britain and Europe. British Wildlife Publishing. ISBN 0-9531399-4-8.
- Henrik Steinmann - World Catalogue of Odonata (Volume II Anisoptera) [S. 477f], de Gruyter, 1997,  3-11-014934-6

## Spoljašnje veze
- Fauna Europaea Архивирано на веб-сајту  (4. март 2016)
- Biolib